# MAME
MAME (ursprünglich Akronym für Multiple Arcade Machine Emulator) ist ein Open-Source-Projekt mit dem Ziel, die elektronische Hardware von Videospielautomaten auf einem Computer mit Software nachzubilden und so die dazugehörenden Spiele wieder lauffähig zu machen.

## Geschichte
Nicola Salmoria aus Italien fing gegen Ende 1996 damit an, verschiedene Hardware-Emulatoren zu schreiben, welche Anfang 1997 zu einem Programm zusammengefasst wurden. Die erste Version MAME 0.1 wurde am 5. Februar 1997 veröffentlicht. Mittlerweile ist das Team rund um den MAME auf über 100 Personen weltweit angewachsen.
In der Version 0.146 kam nach dem bekannten ZIP-Format auch die Unterstützung der 7z-Datenkompression für Roms hinzu.
Mit Version 0.146u wurde mit Pong das erste Spiel, dessen Automat auf TTL-Technik basiert, spielbar gemacht.
In der Version 0.147 vom 17. September 2012 unterstützt MAME insgesamt 26336 ROMs, wovon 8726 eigenständige Spiele sind (die anderen Spiele sind Ableger oder Versionen in anderen Sprachen).
Aufgrund der Hartnäckigkeit einiger Arcade-Fans wurden schon lange verloren geglaubte Spielautomaten wie z. B. Poly-Play, Asteroids und Galaga wieder zum Leben erweckt. Aber auch die Möglichkeit, diese einmalige Periode der Automatenspiele nicht in Vergessenheit geraten zu lassen, begeistert viele Fans dieses Emulators.
Ca. 80 % aller Automaten wurden bis jetzt emuliert, die anderen 20 % sind noch in Arbeit oder auch zu neu, um überhaupt emuliert werden zu können, bzw. fallen auch unter die 3-Jahres-Klausel von MAME, die Arcade-Neuentwicklungen schonen soll. Das Problem sind bei den noch nicht emulierten Spielen meist die verschlüsselten ROMs sowie komplizierte Steuerungen bzw. Automaten mit speziellen Funktionen wie z. B. Dual-Bildschirmen, bei denen oftmals der obere nur für die Anleitung reserviert wurde, z. B. dem NES-PlayChoice-10- oder Sega-Mega-Drive-Spielautomaten (in neueren Versionen gelöst durch eine einfache Umschaltmöglichkeit im Tab-Menü).
Nach über 20 Jahren Weiterentwicklung kennt MAME in der Version 0.261 40097 Spiele, von denen 15162 als spielbar klassifiziert sind.

## Funktionen
MAME arbeitet wie fast alle Emulatoren, indem es die gesamte Hardware eines Automaten per Software nachahmt (emuliert) und dem Spiel so seine gewohnte Umgebung „vorgaukelt“. Schon auf einem PC mit 500 MHz Taktfrequenz laufen die meisten älteren Spiele bis 1988 flüssig. Neuere Spiele, ab Mitte der 90er Jahre, mit 3-D Grafik wie z. B. Tekken oder Ridge Racer benötigen neuere CPUs, um Bild und Ton flüssig zu emulieren. Dies liegt an den vielen Prozessoren auf jeder Arcadeplatine, jeder einzelne Chip muss von der Computer-CPU emuliert werden; dabei wird die Arbeit bewusst nicht vom 3D-Chip der Grafikkarte übernommen, da die meisten Original-Automaten ebenfalls keinen 3D-Chip besaßen.
Um die richtige Atmosphäre zu schaffen, ist es möglich, Gamepads, Lenkräder oder andere Spieleperipherie mit dem Programm zu verwenden.

### Genauigkeit
Manche Chips (z. B. Atari POKEY) werden normalerweise „zu exakt“ emuliert, daher gibt es verschiedene Einstellmöglichkeiten. Auch lässt sich die Grafik mittels Bildschirmmasken (Software) absichtlich verschlechtern, um eine Original-Retrooptik zu erhalten.
Ein weiteres Problem ist die Darstellung der exakten Originalgeschwindigkeit, insbesondere bei Spielen mit Scrolling, wie Side-Scrollern.
Bei Verwendung der voreingestellten Werte des Quelltextes von Bildwiederholfrequenz, sowie Zeilenanzahl, Austastintervalldauer (horizontal und vertikal), Taktfrequenz des Grafikprozessors u. Ä., ruckeln manche Spiele auf modernen Monitoren, wenn die Originalhardware eine abweichende Frequenz, häufig zudem „krumme“ Werte, verwendet. Daher muss oft ein Kompromiss gefunden werden, entweder durch Anpassung der Mame-(Bildschirm)einstellungen, wie virtueller Übertaktung von Prozessoren, „Wartefunktionen“ oder gar Überspringen von Frames, oder aber einer Änderung des Quelltextes, welches auch von alternativen und verwandten Emulatoren wie FB Alpha oder kommerziellen Umsetzungen gemacht wird. Das Ruckeln wird dann zwar reduziert, jedoch verändert dies die Spielgeschwindigkeit teils merklich, z. B. 60 statt 50 Hz.
Ferner müssen, vornehmlich bei mehreren Prozessoren, auch der Ton und die Musik flüssig und bildsynchron sein. Gerade die ganz frühen Spiele, zudem häufig mit Spezialchips, Verschlüsselung oder teilweise analogen Schaltungen ausgestattet, sind schwierig zu emulieren. Der Quelltext wird des Öfteren aktualisiert.

## Industrie
Rund um MAME und viele andere Automatenemulationen hat sich in den letzten Jahren eine wachsende Industrie gebildet, die spezielle Automatengehäuse (Cabinets), den Originalen nachempfundene Arcade-Joysticks und angepasste Schnittstellenhardware zur Kopplung von PC und Automat anbietet und den Liebhabern der Zeit der Arcade-Automaten dieses Spielgefühl in heimischer Umgebung vermittelt.

## Verfügbarkeit
MAME wurde explizit plattformübergreifend entworfen; sein offener Quellcode lässt sich für viele Betriebssysteme übersetzen, neben Windows auch für Linux und macOS sowie tvOS. Außerdem gibt es Versionen für Konsolen wie zum Beispiel die Dreamcast oder Xbox. Da der eigentliche Emulator keine eigene grafische Benutzeroberfläche (User Interface, UI) besitzt, existieren zahlreiche sogenannte Frontends oder Versionen (MameUI), die die Bedienung vereinfachen und die Übersicht über die Spielesammlung erleichtern. Es gibt sogar Portierungen auf Linux (Knoppix), die direkt von einer CD starten und dadurch jeden PC in eine temporäre Arcademaschine verwandeln können. Auch auf Smartphones mit Android oder iOS ist der MAME-Emulator seit langem spielbar.
Für die Emulation von alten Spielekonsolen und Computersystemen siehe auch MESS, der auf MAME basiert. Seit dem 27. Mai 2015 (Version 0.162) ist MESS integraler Bestandteil von MAME. Seit der Einbettung von MESS wird der Projektname MAME nicht mehr als Akronym behandelt, da sich dieses nur auf die Arcade-Maschinen bezog.

## Rechtliches
Die Emulation von Hardware wird allgemein als legal betrachtet. Die Spiele hingegen sind zumeist proprietär (siehe auch Abandonware), weshalb MAME keine ROMs beiliegen.
Am 4. März 2016 gab das Projekt bekannt, dass „[…] 90 % der Dateien“ unter der BSD-Lizenz stehen und das Projekt als Ganzes unter der GPLv2-Lizenz verfügbar ist.
Einige Abspaltungen von MAME bieten Mehrspielersitzungen über LAN oder Internet. Hier wurden jedoch gänzlich unfreie Kommunikationsprotokolle implementiert, was einen Verstoß gegen die MAME License bedeutet, da die Veröffentlichung des gesamten Quelltextes zwingend vorgeschrieben ist.

### ROMs
Im Internet finden sich mittlerweile unzählige Seiten, welche ROM-Abbildungen, sogenannte Dumps, sowie Emulationssoftware zum Download bieten. Dies entspricht dem Grundgedanken, Arcade-Spiele trotz nicht mehr hergestellter Hardware als Kulturgut zu bewahren und Interessierten zugänglich zu machen. Die Anbieter fungieren somit als Hüter der Abandonware, ohne die irgendwann auch die Datenbestände bzw. ROMs der frühen Arcadespiele verloren gehen würden.
Bislang gab es für MAME nur wenige – eher unbedeutende – Spiele, die von den jeweiligen Entwicklern für den privaten Gebrauch freigegeben und auf der MAME-Website zum Download angeboten wurden. Anfang 2008 kamen elf weitere, teils bekannte Spiele vom Publisher Exidy hinzu.
Bezüglich der großen Spielehits der vergangenen Jahrzehnte sind als legal allerdings nur die Retro-Sammlungen zu betrachten, die von den Rechteinhabern, wie etwa Nintendo, Namco oder Sega, als spielbare „Retro“- oder Museumskollektionen zum Verkauf auf neueren Plattformen angeboten werden.
Auf dem Gebrauchtmarkt findet man stellenweise auch die originalen Platinen, welche ausgelesen werden können.
Abseits der Restaurations-Szene, welche die Original-Automaten aufarbeitet und somit wieder legal lauffähig macht, arbeiten die meisten Retro-Cabinets mit neuer Hardware (LCD-Screens, Raspberry Pi Platinen, Windows-Plattform...) und nicht-lizenzierter Emulation als Software. Ebenso Retro-Joystick-Platinen mit integrierter Hardware und mit tausenden Roms von Arcade- und Konsolen-Games integriert, die in schickem Gehäuse direkt am TV angeschlossen werden können (z. B. Pandoras Box). Ebenso erhältlich als Standalone-Geräte mit Mini-Bildschirm, vornehmlich und mit oft minderer Qualität auf dem asiatischen Markt produziert.
Eine Ausnahme sind etwa die den Originalen nachempfundenen Spielautomaten der US-amerikanischen Firma „Arcade1Up“, welche Geräte als Selbstbausatz weltweit lizenziert anbietet, in Deutschland beispielsweise im Jahr 2020 über den Handelsmarkt Real.

## Auswahl der ersten unterstützten Spiele
- Asteroids, 1979
- Pac-Man, 1980
- Galaga, 1981
- Mr.Do 1982
- Donkey Kong 1981